# Стив Харвел
Стивен Скот Харвел (енгл. Steven Scott Harwell; Санта Клара, 9. јануар 1967 — Бојси, 4. септембар 2023) био је амерички музичар и певач, најпознатији као фронтмен рок групе Smash Mouth.

## Биографија
Харвел је своју музичку каријеру почео у реп групи  F.O.S. (Freedom of Speech). Године 1994. се истакао као један од оснивача групе Smash Mouth. Ускоро су постали познати по хитовима Walkin' on the Sun и All Star. Био је члан глумачке екипе у шестој сезони ријалитија The Surreal Life 2006. године.
Харвел је током већег дела свог живота имао проблема са алкохолизмом. Године 2013. му је дијагностикована кардиомиопатија због које је био хоспитализован 2017. Године 2021. је објавио да неће више наступати због проблема са здрављем. Харвел је умро од последица отказивања јетре у својој кући 4. септембра 2023. године.